# Fayet-le-Château

Fayet-le-Château este o comună în departamentul Puy-de-Dôme, Franța. În 1 ianuarie 2022 avea o populație de 381 de locuitori.